# Koniec dzieciństwa
Koniec dzieciństwa (tyt. oryg. Childhood’s End) – powieść fantastycznonaukowa Arthura C. Clarke’a wydana w 1953 roku. W 1987 roku w głosowaniu czytelników czasopisma Locus na najlepszą powieść science fiction wszech czasów zajęła 3. miejsce.
Książka opowiada o kontakcie z obcą cywilizacją, która podporządkowuje sobie Ziemię i wprowadza na Ziemi pokój. Działania obcych prowadzą w końcu do transformacji ludzkości i jej połączenia się z kosmicznym „wyższym intelektem”. W związku z tym ludzkość jako ludzkość praktycznie przestaje istnieć.
W 2015 roku powstał składający się z trzech odcinków miniserial będący adaptacją powieści.